# レッキンゲン
レッキンゲン (ドイツ語: Röckingen) は、ドイツ連邦共和国バイエルン州ミッテルフランケンのアンスバッハ郡に属す町村（以下、本項では便宜上「町」と記述する）で、エーインゲンに本部を置くヘッセルベルク行政共同体を構成する自治体の一つ。

## 地理

### 自治体の構成
この町は、公式には4つの地区 (Ort) からなる。このうち小集落や孤立農場などを除く集落を以下に列記する。
- オプフェンリート
- レッキンゲン

## 歴史
レッキンゲンは、1792年にプロイセンが獲得するまでアンスバッハ侯領に属した。ライン同盟により1806年にこの村はバイエルン王国領となった。1818年に現在の自治体が形成された。

## 行政

### 議会
レッキンゲンの町議会は、町長を含めて9議席から成る。

### 紋章
盾型の基部は緑の三峰の山型。その上部は銀と黒で左右に二分割。三峰の山から生えるような格好で金色の麦の束が大きく描かれる。この盾型の背後に、金の翼を持つ金髪の巻き毛の天使。天使は両手で盾の角をもっている。白い袖の緑の服を着、その上から白いリボンを十字に襷掛けしている。

## 文化と見所
レッキンゲンは、ヘッセルベルク山の麓に位置する。

### 建築
シェンケンシュタイン城は、昔の政庁として使われた、堂々とした立派な建築である。元々は、切石を石垣に使った塔型の山城であった。1550年頃にこの古い塔型の山城に新しい城が増築され、現在の規模に拡大されたのであった。階段型の破風はルネサンス時代 (1550年）から現在まで保存されているものである。門のアーチの上には、シェンケンシュタイン献酌侍従家の紋章が埋め込まれている。現在この城は一部が賃貸しのオフィスとなっている。
シェンケンドルフ家は1468年にアンスバッハ辺境伯アルブレヒト・アヒレスにレッキンゲン周辺のレーエン関係締結を依頼し、その後この地域は辺境伯からシェンケンシュタイン家へのレーエンとして譲渡された。この一族の最後の家長は、異母兄弟にあたるゲオルク・フォン・グンデルスハイムと協力して現在に遺る城を造営した。この最後の家長は、1572年に妻のセシリーを殺害してしまった。辺境伯ゲオルク・フリードリヒは財産の没収と終身禁固の刑を言い渡した。没収された財産は、ゲオルク・ヴィルヘルム・グンデルスハイムに与えられた。しかしこの財産は、1584年にはアンスバッハ辺境伯に売却された。辺境伯は定期的にレッキンゲンに滞在している。この時代に、「侯爵肝煎り」のラウレンティウス教会がレッキンゲンに建てられた。1793年、城は私有物となり、後にビール醸造会社のオーナーであるグートマンの手に渡った。第一次世界大戦後、石灰業者のオフィスとして使われた。その後も所有者はたびたび替わっている。

## 経済と社会資本
レッキンゲンは、ロマンティック・フランケン観光連盟に加盟しており、「フランケン果実酒街道」の運動にも加わっている。

## 引用
1. ↑  https://www.statistikdaten.bayern.de/genesis/online?operation=result&code=12411-003r&leerzeilen=false&language=de Genesis-Online-Datenbank des Bayerischen Landesamtes für Statistik Tabelle 12411-003r Fortschreibung des Bevölkerungsstandes: Gemeinden, Stichtag (Einwohnerzahlen auf Grundlage des Zensus 2011)
2. ↑  Bayerische Landesbibliothek Online